# Mont Saint-Jean, Belgia
Mont-Saint-Jean este un cartier al localității Waterloo din Belgia, în provincia Brabantul Valon. Este situat la sud de centrul localității, de-a lungul Drumului Național Belgian Nr. 5 ce leagă Bruxelles de Charleroi și în apropiere de autostrada de centură a regiunii Bruxelles, R0. 

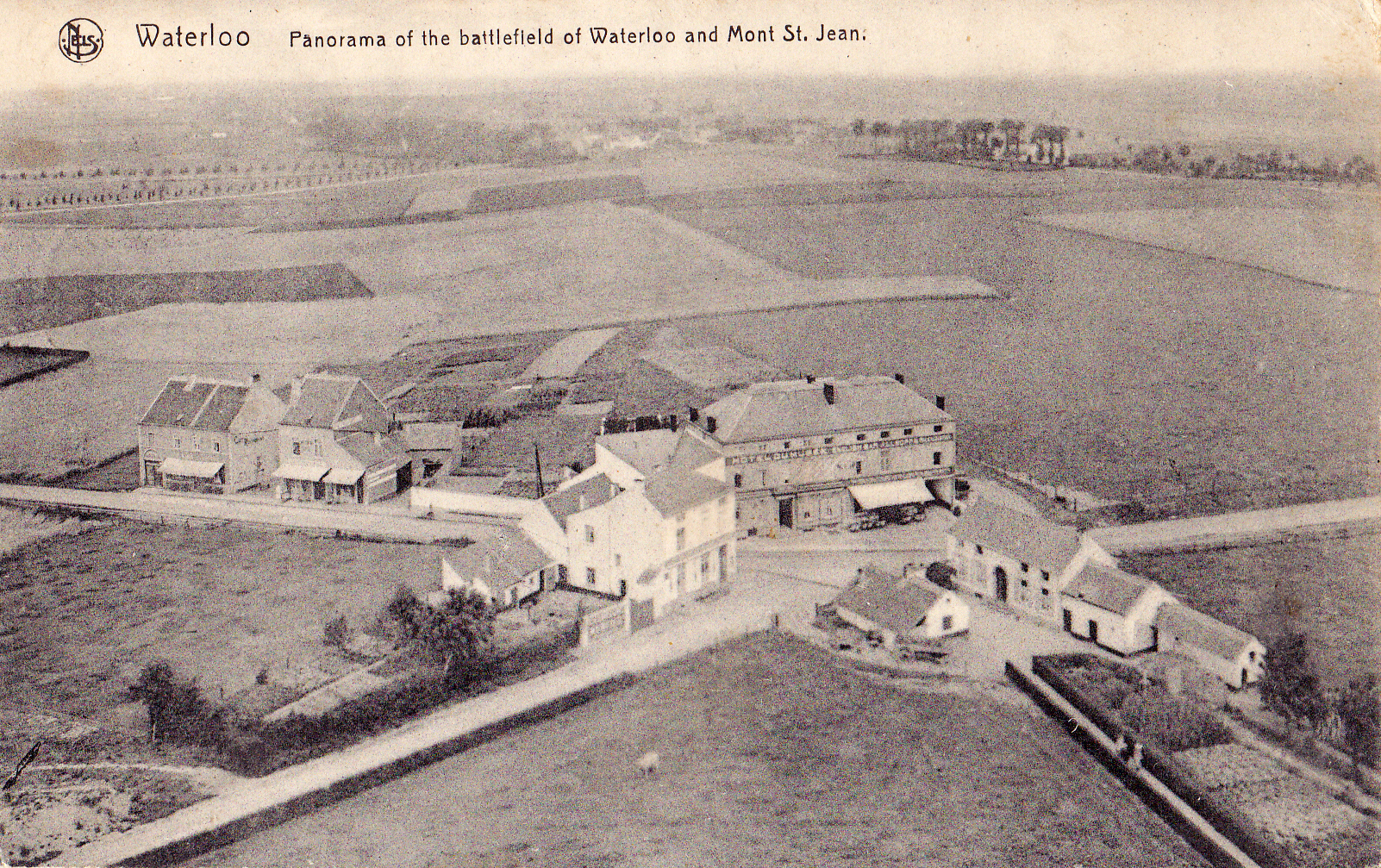
Panorama Mont Saint-Jean vista dal Leone di Waterloo.

## Istorie
Mont-Saint-Jean denumește un deal situat în apropierea locului de desfășurare a Bătăliei de la Waterloo, fiind poziția strategică ocupată de trupele britanice înaintea bătăliei. Napoleon Bonaparte a numit bătălia după acest loc (la bataille de Mont-Saint-Jean).

## În literatură
În romanul Mizerabilii de Victor Hugo, capitolul al X-lea se intitulează „Platoul Mont-Saint-Jean” și descrie atacul cavaleriei franceze asupra trupelor de infanterie britanice .